# Guillem Terribas i Roca
Guillem Terribas i Roca   (Salt, 14 de desembre de 1951) és un llibreter i activista cultural català. Fou el màxim responsable de la Llibreria 22 de Girona, des de la seva creació, el 1978, fins al 2015. Presideix el Col·lectiu de Crítics de Cinema de Girona, l'entitat que gestiona el Cinema Truffaut.

## Trajectòria
L'any 2007 va publicar a l'editorial Ara Llibres el llibre de memòries Demà serà un altre dia: aventures d'un llibreter. El gener de 2015 va anunciar que al febrer deixaria d'estar al capdavant de la Llibreria 22, deixant la direcció a Jordi Gispert. Des de la temporada 2015-2016, col·labora al programa El món a RAC 1 amb Marc Artigau amb una secció sobre llibres titulada «De què va?».
El 2017, publica el llibre Alegra'm la vida una reivindicació del cinema com explicador d'històries i de coneixement. També hi exposa la seva visió de que no hi ha pel·lícules per a adults i per a mainada, sinó «pel·lícules». Per això a la segona part del llibre, Terribas comenta 22 pel·lícules que ha vist amb la seva neta Martina. El mateix 2017 publica el llibre L'avi de la Martina al qual explica la vida, històries, el cinema i la mateixa neta. És «una història amb la qual tothom es pot identificar, siguin els avis amb el protagonista sènior, com els nens i les nenes amb la Martina.». El 2019 publica La Martina va al cau. El 9 d'octubre 2024 surt un nou llibre dedicat a la Martina que porta per títol Un regal per a la Martina, editat per l'editorial Estrella Polar del Grup 62.
A les eleccions al Parlament de Catalunya de 2017 es va anunciar que tancaria la llista d'Esquerra Republicana per Girona.

## Reconeixements
L'any 2008, l'Ajuntament de Salt li va concedir el «Premi 3 de març» per la seva tasca com a activista cultural. El 2017 el Govern va acordar concedir-li la Creu de Sant Jordi «pel seu incansable activisme cultural, que l'ha dut a participar en un ampli repertori d'iniciatives en aquest àmbit. Va ser fundador de la Llibreria 22, de Girona, que dirigí entre el 1978 i el 2015, convertint-la en un establiment de referència, obert a tota mena de tendències i amb una decidida voluntat de promoció i difusió de la cultura catalana».
El 2018, els membres del jurat del Premi Trajectòria van atorgar-li el guardó de 2018 «pel seu incansable activisme cultural, la seva llarga trajectòria com a llibreter de referència i la seva clara voluntat de promoció, difusió i defensa de la cultura catalana». El 2020, el Fòrum Carlemany li concedeix el Premi Falcó Carlemany. El 2023 l'Associació Cultural de Vilablareix li van fer lliurament del premi Sant Roc 2023.